# Moreno, Pernambuco
Moreno är en ort i Brasilien.   Den ligger i kommunen Moreno och delstaten Pernambuco, i den östra delen av landet, 1 600 km nordost om huvudstaden Brasília. Moreno ligger 78 meter över havet och antalet invånare är 45 237.
Terrängen runt Moreno är huvudsakligen platt. Moreno ligger nere i en dal. Runt Moreno är det mycket tätbefolkat, med 1 018 invånare per kvadratkilometer.. Närmaste större samhälle är Jaboatão dos Guararapes, 8,5 km öster om Moreno.
Omgivningarna runt Moreno är en mosaik av jordbruksmark och naturlig växtlighet.